# Никифор Протевон
Никифор Протевон (на гръцки: Νικηφόρος Πρωτεύων) е византийски управител на тема България в периода 1053 – 1055 г., споменаван в изворите с титлата архонт (ἄρχων).
Никифор Протевон е назначен за управител на България като приемник на синкела Василий Монах, който бил убит в битката срещу печенегите при Велики Преслав през 1053 г. Остава на поста за кратко – до края на 1054 г., когато е избран за наследник на император Константин IX Мономах.
Според разказа на Скилица, когато станало ясно, че императорът е на смъртното си ложе, императорският синклит избрал за негов наследник Никифор Протевон. Според Михаил Аталиат Никифор е посочен за целта лично от императора.
Тъй като по това време Протевон се намирал в България, от Константинопол изпратили куриер, който да го повика в столицата. На път към Константинопол обаче Протевон бил задържан в Солун от привърженици на императрица Теодора, която по този начин възпрепятствала пристигането му в столицата преди смъртта на Мономах на 11 януари 1055 г. и сама се провъзгласила за едноличен владетел на империята. Веднага след това Протевон е заточен в манастира Кузинас в малоазийската тема Тракезион.